# 東我孫子駅

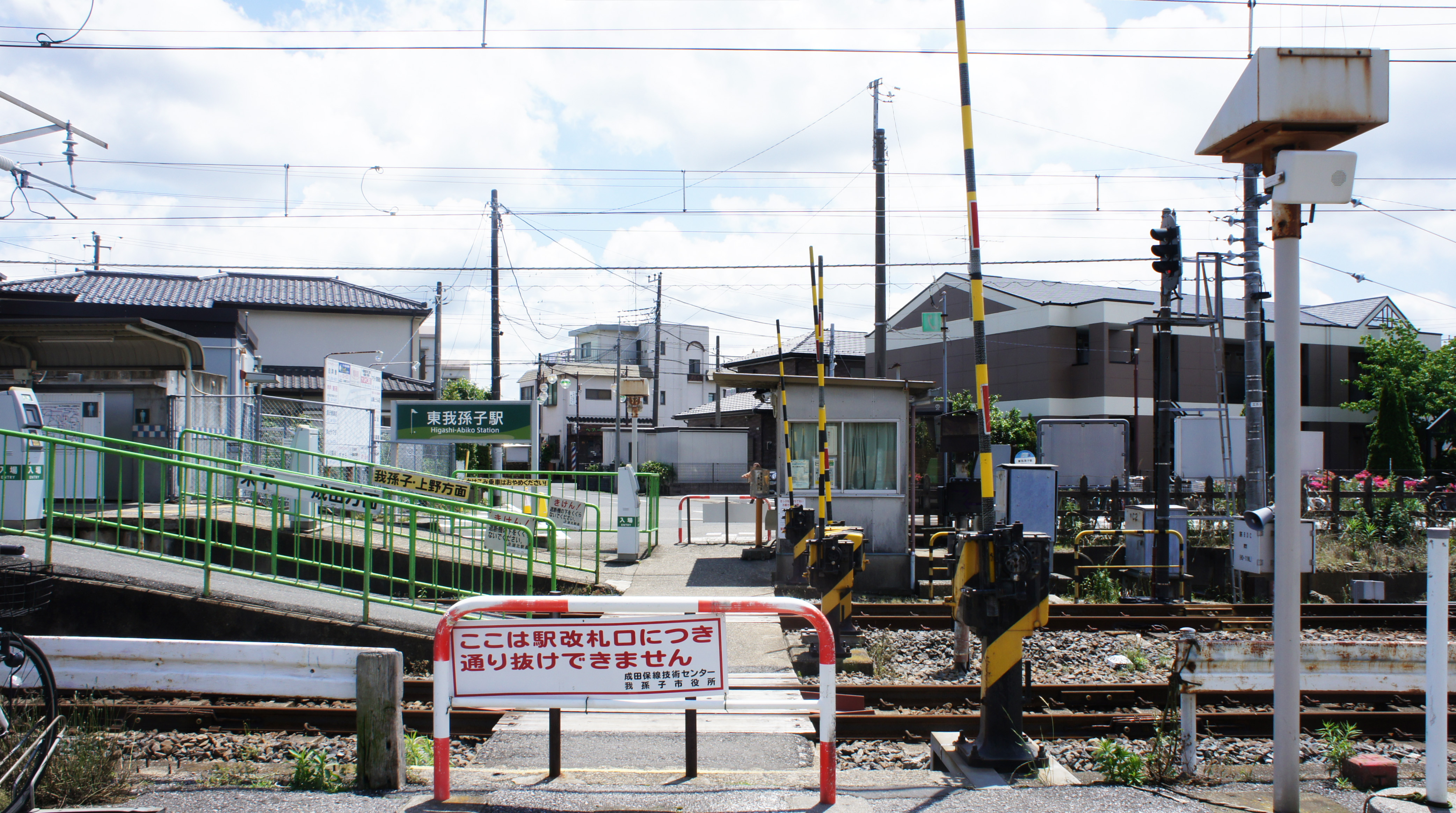
北側出入口（2021年5月）

東我孫子駅（ひがしあびこえき）は、千葉県我孫子市下ケ戸にある、東日本旅客鉄道（JR東日本）成田線（我孫子支線）の駅である。

## 歴史
列車交換だけの信号場として開設されたが、1950年に旅客駅として開業した。天王台駅が開業するまでは下ヶ戸・岡発戸地域で唯一の駅であった。

### 年表
- 1950年（昭和25年）10月12日：日本国有鉄道成田線我孫子 - 湖北間に開業[1][3]。旅客のみの取り扱い[3]。
- 1967年（昭和42年）9月：交換設備の工事開始。
- 1968年（昭和43年）
  - 3月15日：交換設備の工事完了。
  - 3月28日：交換設備使用開始。
- 1970年（昭和45年）10月1日：局界線変更により東京北鉄道管理局から千葉鉄道管理局の管轄に変更[4]。
- 1971年（昭和46年）頃：天王台駅開業に伴い無人化[5][6]。
- 1973年（昭和48年）10月1日：成田線我孫子 - 成田間の電化が完成。北口開設[1]。
- 1987年（昭和62年）4月1日：国鉄分割民営化に伴い、東日本旅客鉄道（JR東日本）の駅となる[1]。
- 2001年（平成13年）11月18日：ICカード「Suica」の利用が可能となる[広報 1]。

## 駅構造
単式ホーム2面2線を有する地上駅。ホームはいわゆる「列車ホーム」であり、現在の電車の床面よりも少し低くなっている。常磐線天王台駅に近い我孫子方に出口があり、構内踏切で各ホームに連絡している。1971年頃までは2番線ホームの中間部に駅舎・出入口があったため、現在も出口ではなく中間部に停車場中心が置かれている。出口跡には電気関係の小屋があり、そこが駅舎扱いとなっている。出口跡の隣にあるタクシー営業所や向かいの薬局・酒店などがかつて正面玄関のあった場所としての面影を偲ばせる。
成田統括センター（湖北駅）管理の無人駅で乗車駅証明書発行機、簡易Suica改札機設置駅（ホーム我孫子寄りの通路側に設置）。自動券売機はなく乗車時に乗車駅証明書を取り降車駅もしくは車内で精算する形となる。我孫子方面行きホーム側の出口付近に出札小屋がある。通常は無人でカーテンが閉じられているが周辺でも数少ない無人駅であることから不正乗車が行われていることもあり、定期的に特別改札が実施され、時間帯によっては管理駅から駅員もしくは車掌が出張してくる。
2018年3月に駅の南口側に新たに駅名の看板が設置された。我孫子ゴルフ倶楽部の最寄駅であることからゴルフをモチーフとした看板になっており、我孫子の「我」の字の点がゴルフボールとなっている。また北側と南側でデザインが異なっており、北側の背景はグリーン部分をモチーフとした絵であり、南側は人工芝を背景として貼ったものである。
当駅は北側と南側どちらからでも入場できるが、駅の入口には、普通の踏切とは違い「ここは駅改札口につき通り抜けできません」という看板が設置されている。成田寄りに自動車も横断できる踏切がある。

### のりば
構内図においては番線に番号は振られていないが駅構内には番号が振られた案内標識がある。
| 番線 | 路線                   | 方向 | 行先             |
| ---- | ---------------------- | ---- | ---------------- |
| 1    | ■ 成田線（我孫子支線） | 下り | 木下・成田方面   |
| 2    | ■ 成田線（我孫子支線） | 上り | 我孫子・上野方面 |

（出典：JR東日本:駅構内図）
- 多くの列車が当駅で上り・下り列車の行き違い待ちをする。
- 列車接近時および上り列車発車時には構内踏切が遮断され、上下ホーム間の行き来が出来ない。

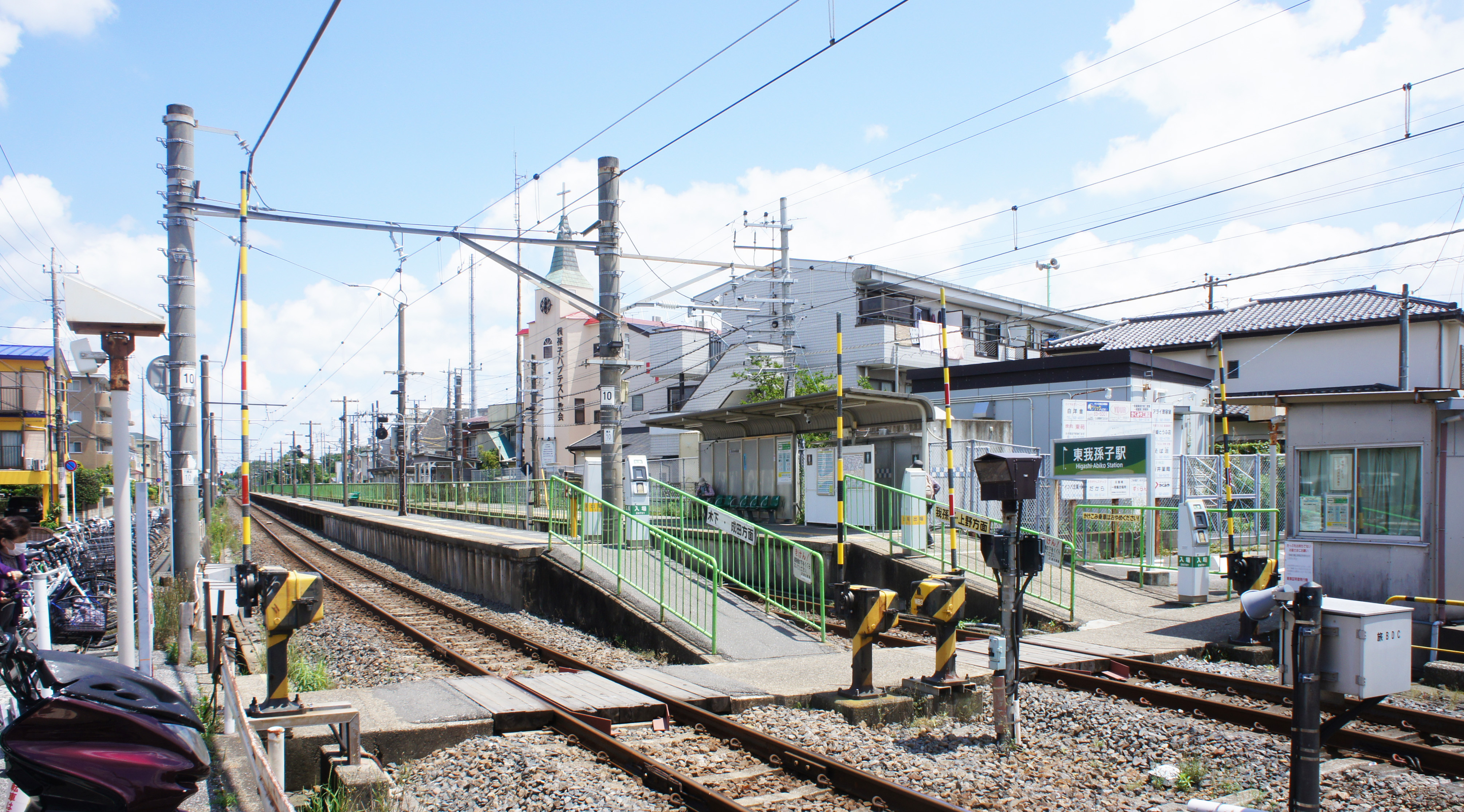
ホーム全景と構内踏切（2021年5月）
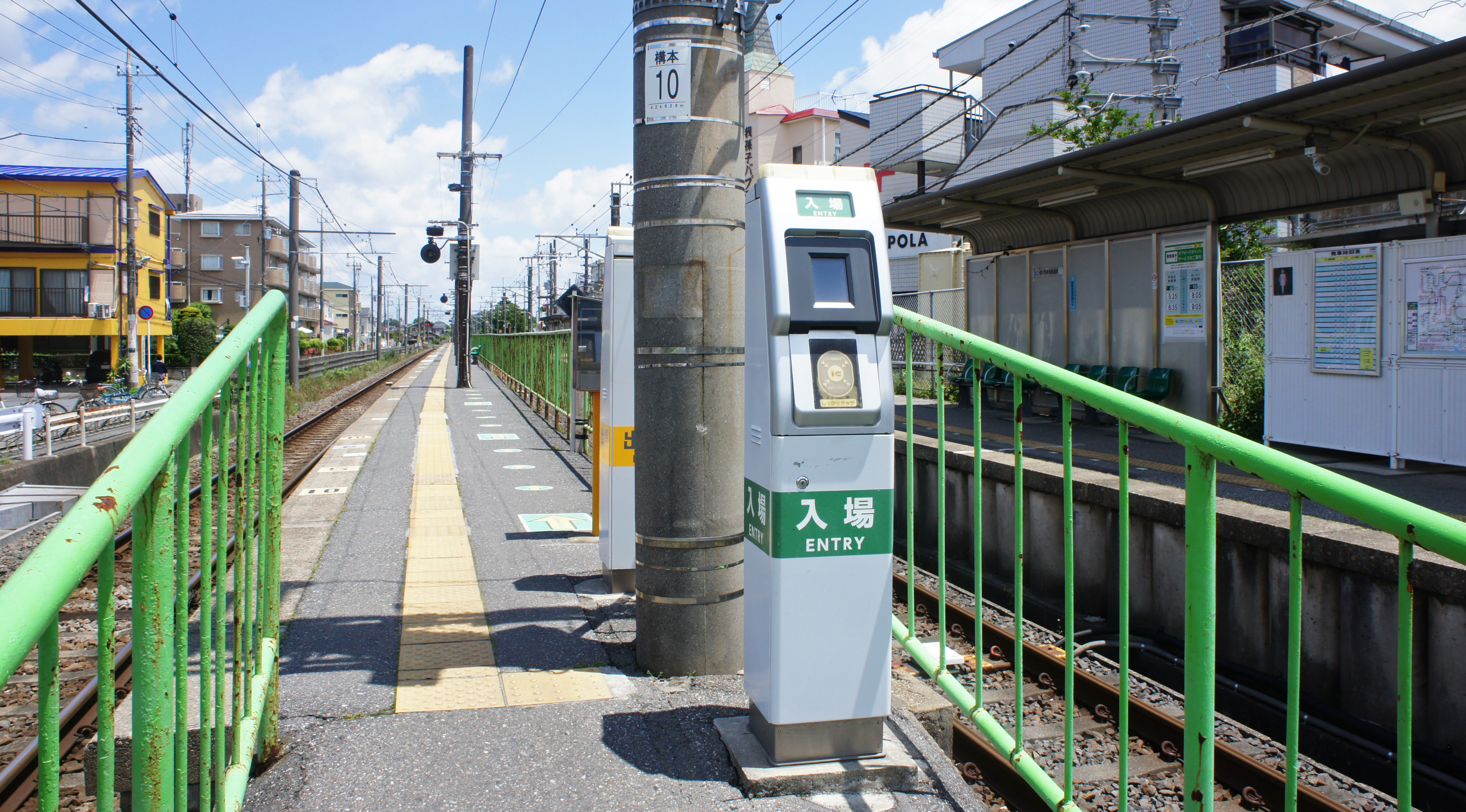
下り線改札口（2021年5月）
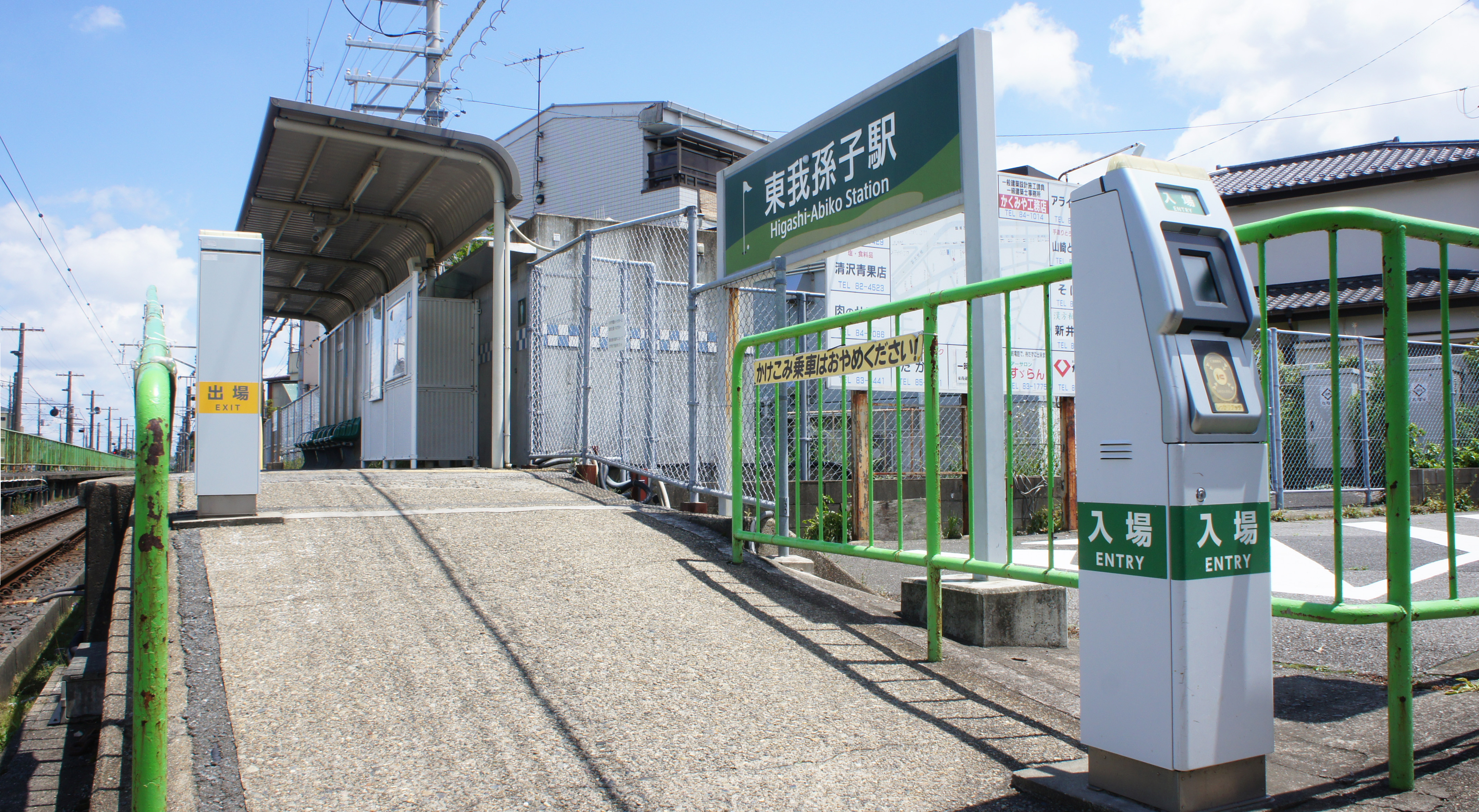
上り線改札口（2021年5月）

## 利用状況
2006年（平成18年）度の1日平均乗車人員は729人である。
当駅の北側に常磐線の天王台駅があり、同駅からの場合電車特定区間（割安な対キロ賃率）が適用される東京方面への乗客は、天王台駅に流れる傾向にある。ただし、現在は新木駅と同様に微増の傾向にある。
千葉県統計年鑑によると、近年の1日平均乗車人員の推移は以下の通り。
| 年度               | 1日平均 乗車人員 | 出典     |
| ------------------ | ---------------- | -------- |
| 1990年（平成02年） | 593              | [ * 1 ]  |
| 1991年（平成03年） | 565              | [ * 2 ]  |
| 1992年（平成04年） | 603              | [ * 3 ]  |
| 1993年（平成05年） | 608              | [ * 4 ]  |
| 1994年（平成06年） | 607              | [ * 5 ]  |
| 1995年（平成07年） | 682              | [ * 6 ]  |
| 1996年（平成08年） | 668              | [ * 7 ]  |
| 1997年（平成09年） | 642              | [ * 8 ]  |
| 1998年（平成10年） | 702              | [ * 9 ]  |
| 1999年（平成11年） | 706              | [ * 10 ] |
| 2000年（平成12年） | 715              | [ * 11 ] |
| 2001年（平成13年） | 738              | [ * 12 ] |
| 2002年（平成14年） | 720              | [ * 13 ] |
| 2003年（平成15年） | 735              | [ * 14 ] |
| 2004年（平成16年） | 732              | [ * 15 ] |
| 2005年（平成17年） | 708              | [ * 16 ] |
| 2006年（平成18年） | 729              | [ * 17 ] |

## 駅周辺
周囲は住宅地となっている。北西は天王台、北東は下ケ戸、南西は東我孫子の住宅地が広がる。南東方にはゴルフ場「我孫子ゴルフクラブ」が広がる。かつての駅舎前（南側）付近には酒店・薬局・そば店（現在は存在せず）・郵便局などがある。常磐線の天王台駅までは天王台住宅地を歩いて1 km弱（徒歩12～13分）程度、手賀沼も1 km程度である。
駅南側
- 東我孫子駅前郵便局
- 我孫子郵便局
- 我孫子ゴルフ倶楽部
- 我孫子市立我孫子中学校
- 近隣センターこもれび
- 阪東自動車本社（我孫子営業所）
- 手賀沼
- 我孫子市岡発戸市民の森
- 日立総合経営研究所

駅北側
- 川村学園女子大学 - 成田方面から来る場合の最寄り駅となる。
- 中央学院高等学校
- 国道356号

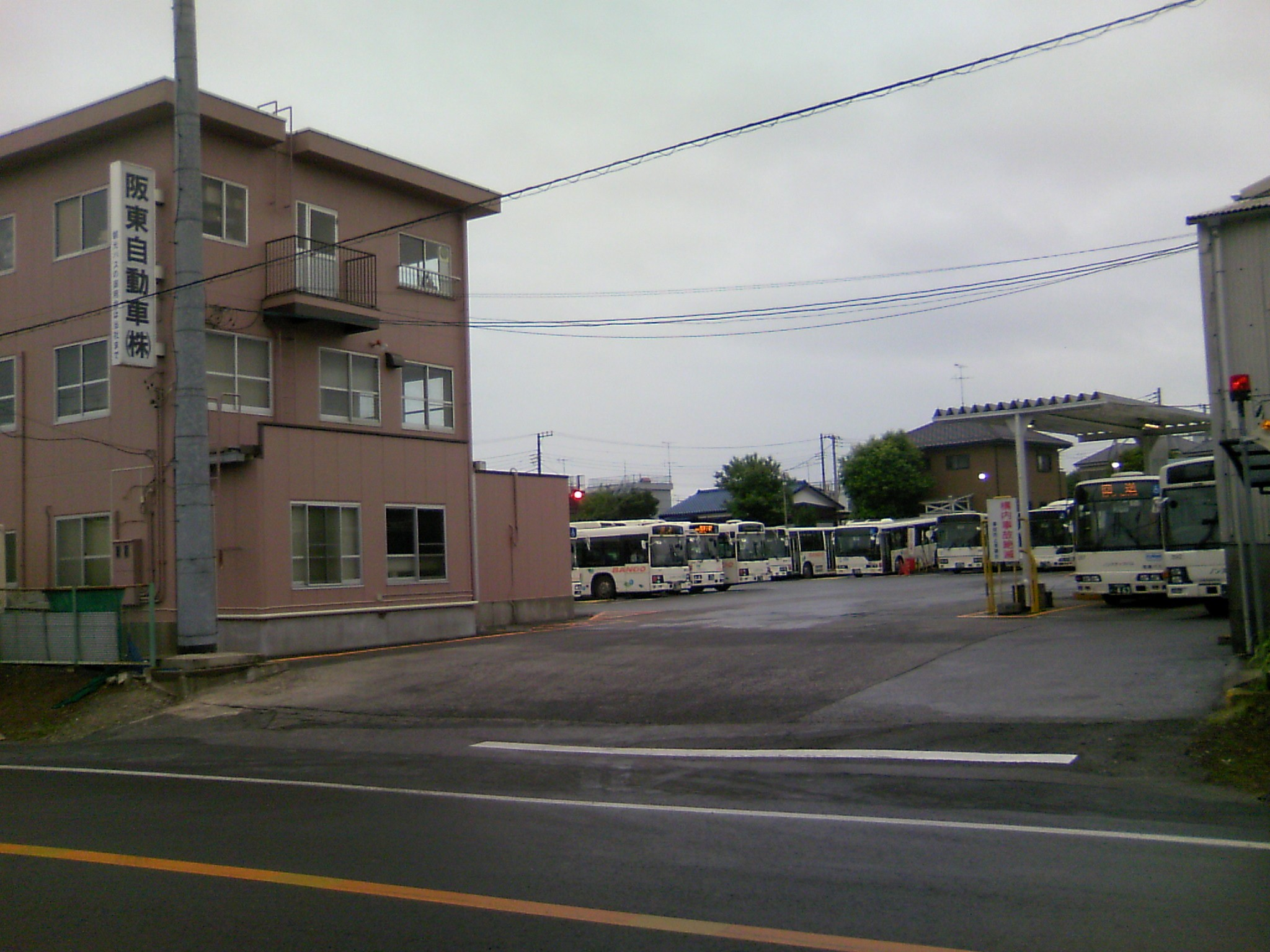
阪東自動車本社
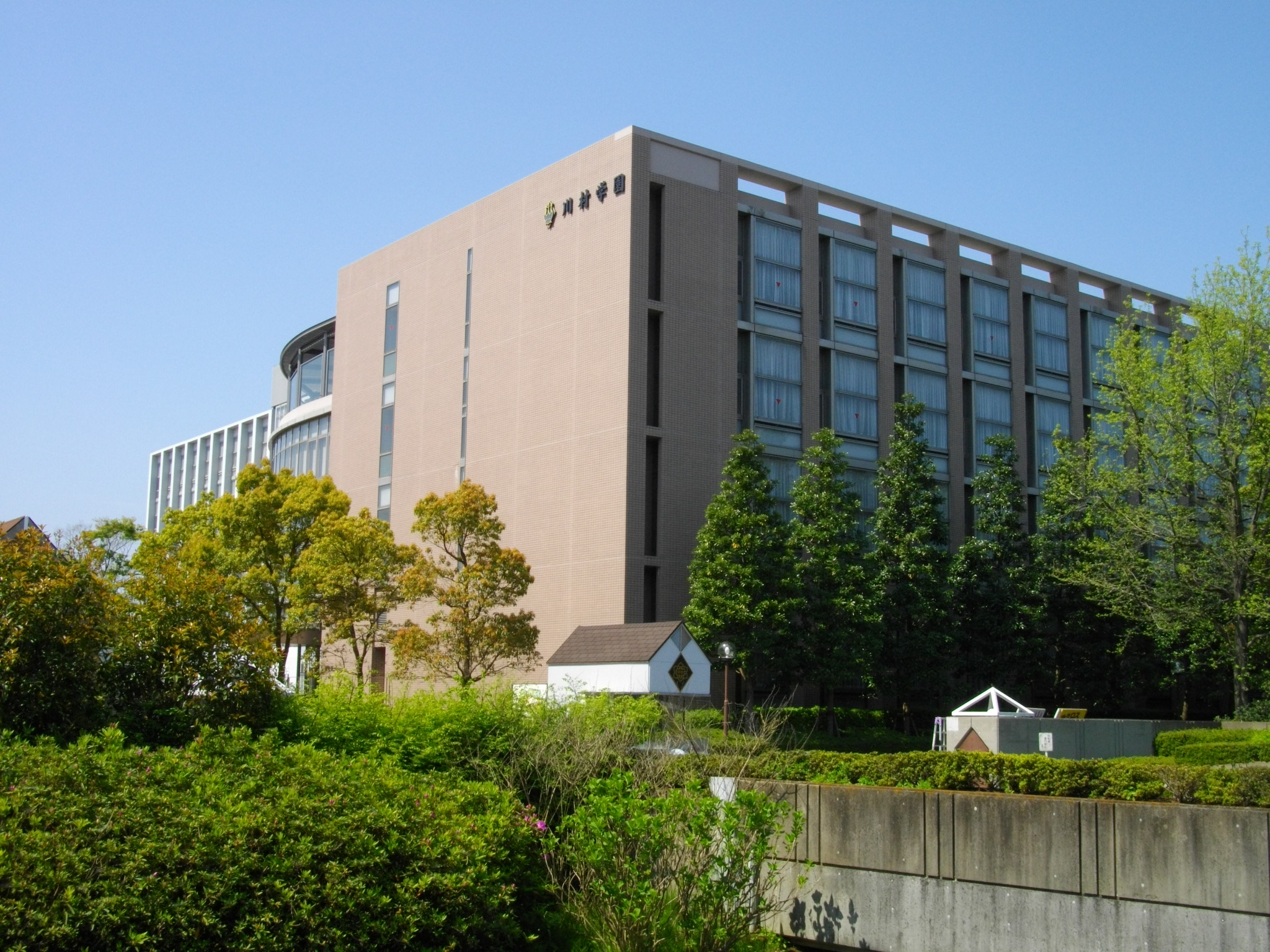
川村学園女子大学
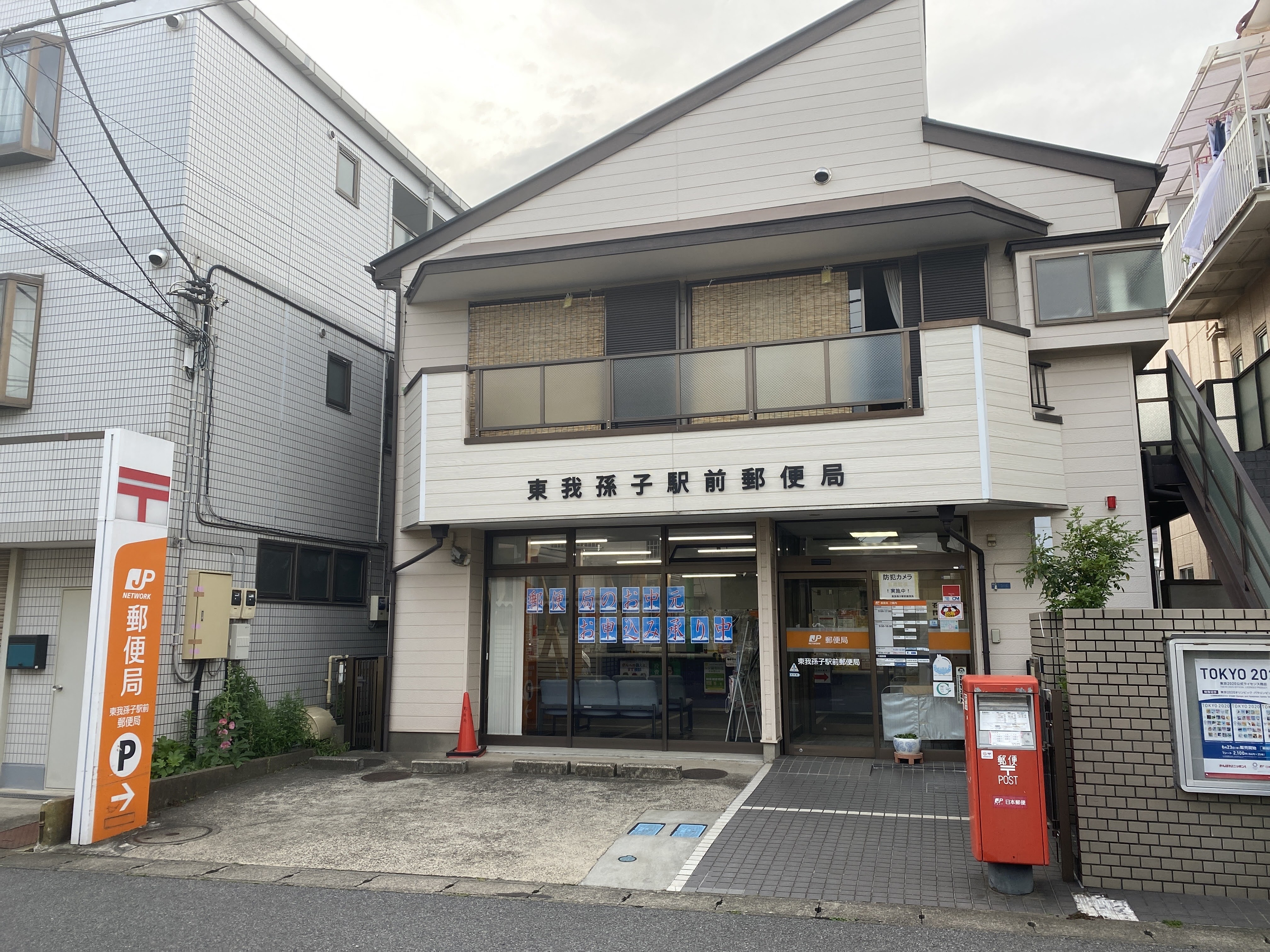
東我孫子駅前郵便局

## バス路線
駅北側の国道356号上に阪東自動車の「東我孫子」停留所がある。「東我孫子車庫」停留所（阪東自動車本社）とは別の停留所である。JR成田線を補完する並行路線であって乗り換えメリットは薄く、案内はない。
- 15・16：東我孫子車庫 / 湖北駅南口
- 17・18：天王台駅 / 湖北駅南口
- 20・21：我孫子駅 / 湖北駅南口

## 隣の駅
東日本旅客鉄道（JR東日本）
■成田線（我孫子支線）
我孫子駅 (JJ 08) - 東我孫子駅 - 湖北駅